# Amoklauf in Hyvinkää
Der Amoklauf in Hyvinkää  war ein Amoklauf in der finnischen Stadt Hyvinkää am 27. Mai 2012.

## Tatablauf
Der Amoklauf fand am 27. Mai 2012 etwa um 2 Uhr morgens statt. Ein 18-Jähriger kehrte nach dem Besuch seiner Stammkneipe mit Tarnuniform bekleidet und zwei Gewehren bewaffnet zur Kneipe zurück und stieg dort auf das Dach des Gebäudes. Von dort aus schoss er auf vorübergehende Menschen, seine Opfer wählte er zufällig aus. Dabei tötete er zwei Menschen und verletzte weitere sieben Personen, darunter eine Polizistin.  Die Tatwaffen blieben am Tatort liegen, als der Täter beim Eintreffen der Polizei zu Fuß geflohen war. Am Morgen nach der Tat konnten im Blut des Täters noch 0,2 Promille Alkohol nachgewiesen werden. Bei der Vernehmung durch die Polizei zeigte der Täter Reue, konnte aber kein Motiv für die Tat nennen.

## Hintergrund
Seine Schießtechnik hatte der Täter bei Airsoftwettbewerben und am Schießstand erworben. Bereits vor der Tat hatte er per Handy einen Kommentar auf seinem Facebookprofil gepostet: „Das hat Spaß gemacht, Kameraden.“

## Konsequenzen
Die finnische Innenministerin Päivi Räsänen möchte eine Verschärfung des Waffenrechts initiieren, ihre Kinder kannten einige Opfer der Tat  persönlich.